# Zoo de Chonburi
Le zoo de Chonburi ou zoo de Khao Kheow (Khao Kheow Open Zoo) est un parc zoologique situé à Chonburi en Thaïlande. Créé en 1978, il accueille chaque année plus de 600 000 visiteurs. Il détient de rares spécimens de Chat marbré selon ISIS, mais également des guépards, des girafes ou des orangs-outangs.